# Anisotome pilifera
Anisotome pilifera là một loài thực vật có hoa trong họ Hoa tán. Loài này được (Hook.f.) Cockayne & Laing mô tả khoa học đầu tiên năm 1910.